# Olympische Sommerspiele 2012/Gewichtheben – Mittelgewicht (Männer)
Das Gewichtheben der Männer in der Klasse bis 77 kg (Mittelgewicht) bei den Olympischen Spielen 2012 in London fand am 1. August 2012 im ExCeL Exhibition Centre statt. Es traten 12 Sportler aus 11 Ländern an.
Der Wettbewerb bestand aus zwei Teilen: Reißen (Snatch) und Stoßen (Clean and Jerk). Die Teilnehmer traten in zwei Gruppen zuerst im Reißen an, bei dem sie drei Versuche hatten. Wer ohne gültigen Versuch blieb, schied aus. Im Stoßen hatte wieder jeder Starter drei Versuche. Der Sportler mit dem höchsten zusammenaddierten Gewicht gewann. Im Falle eines Gleichstandes gab das geringere Körpergewicht den Ausschlag.

## Titelträger
| Weltmeister   | Reißen    | Lü Xiaojun   | 170 kg | WM 2011 in Paris |
| Weltmeister   | Stoßen    | Su Dajin     | 206 kg | WM 2011 in Paris |
| Weltmeister   | Zweikampf | Lü Xiaojun   | 375 kg | WM 2011 in Paris |
| Olympiasieger | Zweikampf | Sa Jae-hyouk | 366 kg | Peking 2008      |

## Bestehende Rekorde
| Weltrekord    | Reißen    | Lü Xiaojun          | 174 kg | Goyang, Südkorea    | 24. November 2009  |
| Weltrekord    | Stoßen    | Oleg Perepetschonow | 210 kg | Trenčín, Slowakei   | 27. April 2001     |
| Weltrekord    | Zweikampf | Lü Xiaojun          | 378 kg | Goyang, Südkorea    | 24. November 2009  |
| Olympiarekord | Reißen    | Taner Sağır         | 172 kg | Athen, Griechenland | 19. August 2004    |
| Olympiarekord | Stoßen    | Zhan Xugang         | 196 kg | Sydney, Australien  | 20. September 2000 |
| Olympiarekord | Zweikampf | Taner Sağır         | 375 kg | Athen, Griechenland | 19. August 2004    |

## Zeitplan
- Gruppe A: 1. August 2012, 10:00 Uhr
- Gruppe B: 1. August 2012, 19:00 Uhr

## Endergebnis
| Platz | Sportler             | Land           | Gruppe | Körper- gewicht | Reißen (kg) | Reißen (kg) | Reißen (kg) | Reißen (kg) | Stoßen (kg) | Stoßen (kg) | Stoßen (kg) | Stoßen (kg) | Zweikampf |
| Platz | Sportler             | Land           | Gruppe | Körper- gewicht | 1           | 2           | 3           | Ergebnis    | 1           | 2           | 3           | Ergebnis    | Zweikampf |
| ----- | -------------------- | -------------- | ------ | --------------- | ----------- | ----------- | ----------- | ----------- | ----------- | ----------- | ----------- | ----------- | --------- |
| 1     | Lü Xiaojun           | China          | A      | 76,62           | 170         | 175         | 177         | 175         | 195         | 204         | 204         | 204         | 379       |
| 2     | Lu Haojie            | China          | A      | 76,37           | 170         | 175         | —           | 170         | 190         | 191         | —           | 190         | 360       |
| 3     | Iván Cambar          | Kuba           | A      | 76,70           | 150         | 155         | 160         | 155         | 190         | 194         | —           | 194         | 349       |
| 4     | Chatuphum Chinnawong | Thailand       | A      | 76,64           | 157         | 161         | 162         | 157         | 191         | 195         | 195         | 191         | 348       |
| 5     | Ibrahim Ramadan      | Ägypten        | A      | 76,79           | 150         | 155         | 155         | 155         | 192         | 192         | 197         | 192         | 347       |
| 6     | Andrés Mata          | Spanien        | B      | 76,93           | 145         | 150         | 153         | 150         | 183         | 188         | 190         | 188         | 338       |
| 7     | Krzysztof Zwarycz    | Polen          | A      | 76,97           | 150         | 153         | 154         | 150         | 182         | 182         | 189         | 182         | 332       |
| 8     | Felix Ekpo           | Nigeria        | B      | 76,23           | 146         | 151         | 151         | 151         | 180         | 188         | 188         | 180         | 331       |
| 9     | Kirill Pawlow        | Kasachstan     | B      | 76,77           | 138         | 143         | 147         | 147         | 165         | 175         | 175         | 175         | 322       |
| 10    | Jack Oliver          | Großbritannien | B      | 76,45           | 135         | 135         | 140         | 140         | 160         | 165         | 170         | 170         | 310       |
| 11    | Toafitu Perive       | Samoa          | B      | 75,95           | 117         | 122         | 125         | 122         | 157         | 163         | 167         | 167         | 289       |
| —     | Sa Jae-hyouk         | Südkorea       | A      | 76,56           | 158         | 162         | —           | 158         | —           | —           | —           | —           | DNF       |

- Der Albaner Hysen Pulaku wurde schon vor dem Wettkampf wegen Dopings disqualifiziert. Er war positiv auf das Steroid Stanozolol getestet worden.[1]
- Der Armenier Geworg Dawtjan, Bronzemedaillist von 2008, musste wegen zu hohem Körpergewichts vom Wettkampf ausgeschlossen werden.[2]
- Ein weiterer Armenier, Tigran Martirosjan, musste wegen einer Rückenverletzung passen.[3]
- Titelverteidiger Sa Jae-hyouk aus Südkorea musste den Wettkampf abbrechen, als er sich im zweiten Versuch des Reißens seinen Ellbogen verrenkte.[2]

## Neue Rekorde
| Reißen    | 175 kg | Lü Xiaojun | WR |
| Zweikampf | 379 kg | Lü Xiaojun | WR |